# Schluttenbacher Linde
Die Schluttenbacher Linde ist ein Naturdenkmal in Ettlingen im Landkreis Karlsruhe. Sie ist trotz unsicherer Überlieferung vermutlich eine der ältesten Linden in Deutschland und steht in Schluttenbach, einem Stadtteil von Ettlingen.
Dieses Exemplar der Art Sommerlinde (Tilia platyphyllos) ist unter dem Namen Linde und Dorfbrunnen im Brunnengärtle als Naturdenkmal geschützt.

## Lage
Die Linde steht kurz hinter dem Dorfeingang und bildet zusammen mit dem Lindenbrunnen das wichtigste Wahrzeichen von Schluttenbach.

## Geschichte
Nach Angabe des Heimatforschers und Stadtchronisten Wolfgang Lorch soll die Linde als elfhundertjährig oder über 900-jährig bezeichnet worden sein, was aber nach seiner Überzeugung nicht sein könne.
Laut einer Tafel am Baum soll die Linde im Jahr 937 gepflanzt worden sein. Die erste Erwähnung des Lindenbrunnens im Schöllbronner Dorfrecht stammt aus dem Jahr 1485. Im Jahr 1867 wurde bei einem Unwetter der Gipfel der Dorflinde abgerissen und zerschmetterte die Dächer der gegenüberliegenden Häuser. Um eine neue Krone zu erzielen, wurden die verbliebenen starken Äste wieder aufwärts geführt. Auch in den 1930er-Jahren wurden Eisenbänder an der Linde angebracht, und 1940 wurde der Stamm ausgemauert. Diese Ausmauerung wurde im Jahr 1976 wieder entfernt.
Seit 1958 wird die Linde von dem Baumchirurgen Alexander Volgger aus München alle zwei Jahre behandelt.